# 永始台
永始台原是汉魏故都丞相府建筑群的一部分，曹操曾經安置曹丕在此修文习武。
《文选》何晏《景福殿赋》云：镇以重台，实曰 永始。复阁重闱，猖狂是俟。京庾之储，无物不有。不虞之戒，于是焉取。李善注：永始，台名，仓廩所居也。《许昌县志》载：“永始台，魏文德皇后尝居之。”